# Por
Por [pôr]/[pór] (znanstveno ime Allium porrum) je zelenjava; je zelo uporaben v prehrani kot sveža povrtnina za solate in kot zamenjava za ostale vrste čebul. Dodaja se ga lahko v hrano zaradi izboljšanja okusa in vonja, uporabi pa se lahko tudi za pripravo testa in raznih vrst pit ter drugih jedi. Obstajata dve vrsti pora: letni in zimski. Zimski por je zelo odporen na nizke temperatature, mraz mu  ne škodi, tako se lahko uporablja čez vso zimo. Najbolje se ohrani, če se pusti na polju, zakopan v brazde, spomladi pa se izkoplje in prenese v hladne prostore, da preprečimo ponovno kalitev. Poletni por ima svetlo zelene, okroglo upognjene tanke liste, ki postanejo proti spodnji strani rumeni in se končajo v belem koreninskem nastavku. Poletni por je blažjega, zimski pa trpkega okusa. Poletni por se uporablja od maja do avgusta, zimski por pa od septembra do aprila. Por vsebuje tudi vitamine, A, C, B1, B2, B6, E, in balastne snovi ter minerale v sledeh, kalij, fosfor, magnezij, železo.  Veliko ga uporabljajo pri kuhanju v velikih restavracijah in menzah.